# Cristián Escalante
Cristián Alfredo Escalante Carroza (Santiago, 11 de septiembre de 1976) es un levantador de pesas chileno. Ganó tres medallas en los Juegos Panamericanos entre los años 1999 y 2007 en la categoría de +105 kg. Además, participó en los Juegos Olímpicos de Atlanta 1996, ocupando el 22.° lugar.

## Carrera
Escalante fue campeón juvenil de Chile entre 1988 y 1993, y campeón adulto nacional desde 1994 hasta 2003. Clasificó a los Juegos Olímpicos de Atlanta 1996, convirtiéndose en el primer pesista chileno en clasificar a unos Juegos Olímpicos. LLegó a ocupar el segundo lugar en el ranking panamericano y el 26.° en la clasificación mundial.
Fue designado abanderado de Chile para los Juegos Panamericanos de 2011 celebrados en la ciudad mexicana de Guadalajara; sin embargo, fue suspendido previo al evento por resultado positivo en dopaje, debiendo abandonar los Juegos. En su reemplazo, el karateca David Dubó portó el estandarte chileno en la ceremonia de apertura.

## Palmarés internacional
| Juegos Panamericanos | Juegos Panamericanos                | Juegos Panamericanos | Juegos Panamericanos |
| Año                  | Lugar                               | Medalla              | Categoría            |
| -------------------- | ----------------------------------- | -------------------- | -------------------- |
| 1999                 | Winnipeg, Canadá                    | Medalla de plata     | +105 kg              |
| 2003                 | Santo Domingo, República Dominicana | Medalla de plata     | +105 kg              |
| 2007                 | Río de Janeiro, Brasil              | Medalla de oro       | +105 kg              |

Otros resultados
| Año  | Competición                        | Lugar            | Medalla          | Categoría | Ref.  |
| ---- | ---------------------------------- | ---------------- | ---------------- | --------- | ----- |
| 2002 | Copa Mundial Universitaria de 2002 | Esmirna, Turquía | Medalla de plata | +105 kg   | [ 1 ] |
| 2003 | Copa Simón Bolívar                 | Venezuela        | Medalla de oro   | +105 kg   | [ 3 ] |